# Понте ди Лорето (Форли-Чезена)
Понте ди Лорето (итал. Ponte di Loreto) је насеље у Италији у округу Форли-Чезена, региону Емилија-Ромања.
Према процени из 2011. у насељу је живело 18 становника. Насеље се налази на надморској висини од 128 м.